# Paussus prestesjoannesi
Paussus prestesjoannesi is een keversoort uit de familie van de loopkevers (Carabidae). De wetenschappelijke naam van de soort is voor het eerst geldig gepubliceerd in 1974 door Luna de Carvalho.